# Membrana interossea
De membrana interossea verbindt de tibia (scheenbeen) met de fibula (kuitbeen). Het is ook te vinden in het antebrachium (de onderarm) waarbij het de radius (spaakbeen) en de ulna (ellepijp) met elkaar verbindt.  Het zorgt voor de aanhechting met verschillende spieren.